# شاشینگن
شاشینگن (به آلمانی: Schechingen) یک شهر در آلمان است که در استالبکرایس واقع شده‌است. شاشینگن ۲٬۴۱۸ نفر جمعیت دارد.